# Úmonín
Úmonín är en ort i Tjeckien.   Den ligger i regionen Mellersta Böhmen, i den centrala delen av landet, 60 km öster om huvudstaden Prag. Úmonín ligger 344 meter över havet och antalet invånare är 433.
Terrängen runt Úmonín är lite kuperad. Runt Úmonín är det ganska glesbefolkat, med 31 invånare per kvadratkilometer. Närmaste större samhälle är Kutná Hora, 6,6 km norr om Úmonín. Trakten runt Úmonín består till största delen av jordbruksmark.